# Don Betourne
Donald Joseph Betourne, detto Don (Bourbonnais, 27 febbraio 1915 – Bourbonnais, 18 marzo 2002), è stato un cestista e allenatore di pallacanestro statunitense, professionista nella NBL.

## Carriera
Giocò per una stagione nella NBL, disputando 12 partite con 6,3 punti di media.